# Kuhmo
Kuhmo [ˈkuhmɔ] (bis 1937 Kuhmoniemi) ist eine Stadt im Nordosten Finnlands mit 7755 Einwohnern (Stand 31. Dezember 2022). Sie liegt rund 100 Kilometer östlich der Stadt Kajaani unmittelbar an der Grenze zwischen Finnland und Russland.

## Geografie
Kuhmo liegt im Nordosten Finnlands in der Landschaft Kainuu. Die nächste größere Stadt ist Kajaani 100 Kilometer westlich, die Entfernung zur Hauptstadt Helsinki beträgt 585 Kilometer. Nachbargemeinden von Kuhmo sind Suomussalmi im Norden, Hyrynsalmi und Ristijärvi im Nordwesten, Sotkamo im Westen sowie Nurmes und Lieksa im Süden. Im Osten befindet sich die Staatsgrenze zu Russland. Die Stadt Kostomukscha (finnisch: Kostamus) liegt auf russischer Seite circa 85 Kilometer nordöstlich von Kuhmo.
Das Stadtgebiet von Kuhmo ist mit 5.457 Quadratkilometern sehr ausgedehnt. Damit ist Kuhmo flächenmäßig mehr als doppelt so groß wie Luxemburg. Das Stadtgebiet ist sehr dünn besiedelt: Über 80 Prozent der Landfläche Kuhmos besteht aus Wäldern.
Neben dem Hauptort Kuhmo umfasst die Gemeinde folgende Dörfer:
- Haataja-Häkkilä
- Halla
- Härmä
- Haukela-Kiekki
- Hiekkala
- Hietaperä
- Iivantiira
- Jämäs
- Jonkeri
- Juonno
- Jyrkkä
- Kalliojoki
- Katerma
- Kiekki
- Kuhmonniemi
- Kuumo
- Kuusamonkylä
- Lauvus
- Lentiira
- Lentua
- Nieminen
- Niva
- Paloniemi
- Rahajärvi
- Rasti
- Saunajärvi
- Seilonen
- Timoniemi
- Vartius
- Vepsä-Ahavaara
- Vuosanka
- Ylä-Vieksi

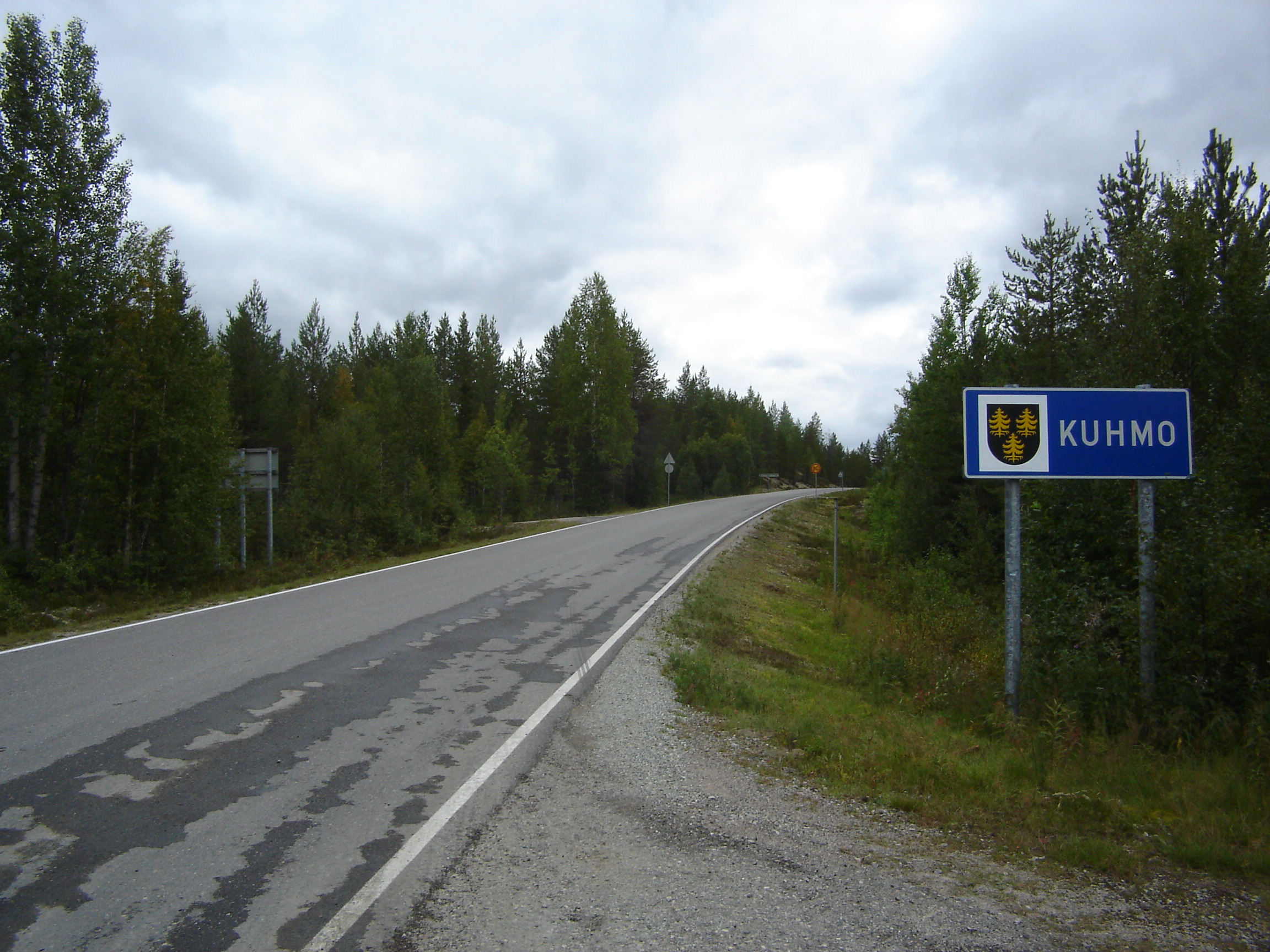
Ein Großteil des Stadtgebiets von Kuhmo ist bewaldet

Der Stadtteil Kuhmonniemi schließt sich unmittelbar an das Stadtzentrum an, die übrigen Siedlungen sind teils Dutzende von Kilometern davon entfernt. Die geringe Siedlungsdichte bedingt eine bescheidene Infrastruktur in den ländlichen Gegenden Kuhmos. Der Ort Iivantiira etwa war bis zum Bau einer Straße im Jahr 1953 nur über den Wasserweg zu erreichen und wurde zumindest in Kainuu sprichwörtlich für den „Arsch der Welt“ bezeichnet. Dorfschulen gibt es noch in den Orten Hietaperä, Iivantiira, Lentiira, Lentua, Seilonen und Timoniemi, Dorfläden nur in Lentiira und Ylä-Vieksi.
In den Wäldern Kuhmos kommen zahlreiche Tierarten vor, darunter alle vier Großraubtierarten Finnlands (Braunbären, Wölfe, Luchse und Vielfraße) sowie das seltene wilde Waldren. 12 Prozent der Fläche Kuhmos ist von Wasser bedeckt. Insgesamt gibt es im Stadtgebiet mehr als 600 Seen, in denen unter anderem der Hecht, die Maräne, die kleine Maräne, die Forelle und der Barsch leben. In Kuhmo sind im Rahmen des Natura-2000-Programms insgesamt 36 verschiedene Fluren als Naturschutzgebiete ausgewiesen. Das größte Schutzgebiet ist mit 82,93 Quadratkilometern die Wildnis von Elimyssalo unmittelbar an der russischen Grenze.
In der Wildnis im Norden des Gemeindegebiets befindet sich der Truppenübungsplatz Vuosanka (finnisch: Vuosangan ampuma-alue), auf dem die Kainuu-Brigade (Kainuu-Prikaati) des finnischen Heeres Manöver übt. Pläne zur Erweiterung des derzeit gut 14.000 Hektar großen Geländes wurden im Jahr 2006 bekannt. Da die Erweiterung das Geschützfeuer deutlich näher an die menschlichen Behausungen führen würde, regt sich seither vor allem im betroffenen Dorf Ylä-Vieskä Widerstand gegen die Pläne des finnischen Verteidigungsministeriums.

## Geschichte
Ursprünglich war das Gebiet von Kuhmo von halbnomadischen Samen bewohnt. Die sesshafte finnische Besiedlung Kuhmos entstand erst während der Binnenkolonisation durch Siedler aus Savo im 16. Jahrhundert. Der Name Kuhmo geht auf den Bauern Kauppi Kuhmalainen zurück, der zu den ersten Neusiedlern gehörte. Bis Ende des 16. Jahrhunderts gehörte das Gebiet von Kuhmo nominell zu Russland. 1595 wurde die schwedisch-russische Grenze aber im Frieden von Teusina östlich von Kuhmo gezogen und ist an dieser Stelle seitdem unverändert geblieben. Die erste urkundliche Erwähnung Kuhmos stammt aus einer Steuerliste aus dem Jahr 1605.
Verwaltungstechnisch gehörte Kuhmo zunächst zum Kirchspiel Paltamo, später wurde es zu einer Kapellengemeinde von Sotkamo. 1854 wurde Kuhmo, das damals noch den Namen Kuhmoniemi trug, aus Sotkamo gelöst und zu einer eigenständigen Kirchengemeinde erhoben, die 1865 im Zuge der Trennung der Verwaltung der Landgemeinden von der Kirchenverwaltung in eine politische Gemeinde umgewandelt wurde. 1937 wurde Kuhmoniemi offiziell in Kuhmo umbenannt.
Bis weit ins 19. Jahrhundert wurde in Kuhmo Schwendbau betrieben. Andere wichtige Erwerbszweige waren Forstwirtschaft, Flößerei und Teerbrennerei. Im Jahr 1900, als 12.717 Fässer Teer von Kuhmo in die Hafenstadt Oulu verschifft wurden, war Kuhmo sogar der größte Teerproduzent Finnlands. Daneben war Kuhmo ein wichtiger Handelsplatz, der von fahrenden Händlern aus dem russischen Ostkarelien frequentiert wurde. 1874 wurde in Kuhmo auch eine mit Wasserkraft betriebene Eisenhütte gegründet. Im Großen und Ganzen blieb Kuhmo aber im 19. Jahrhundert eine arme Gegend und wurde auch mehrmals von Hungersnöten geplagt. Während der großen Hungersnot von 1866–1868 starben 1000 Kuhmoer an den Folgen von Hunger und Krankheiten. Im 20. Jahrhundert nahm die wirtschaftliche Bedeutung der Landwirtschaft zu, zugleich stieg die Einwohnerzahl stark von 3310 im Jahr 1900 auf über 9000 im Jahr 1928 an.
Während des Zweiten Weltkrieges rückte zu Beginn des finnisch-sowjetischen Winterkrieges Ende 1939 eine Division der Roten Armee auf Kuhmo vor. Die Zivilbevölkerung der Gemeinde wurde nach Nordösterbotten evakuiert und konnte erst nach Ende des Krieges zurückkehren. Den Finnen gelang es in der Schlacht von Kuhmo, den sowjetischen Vormarsch aufzuhalten. Die sowjetische Division wurde Ende Januar 1940 eingekesselt, konnte sich aber bis zum Ende des Krieges am 13. März 1940 halten. Das Zentrum von Kuhmo gehört zu den Orten, die während des Winterkrieges den schwersten Bombardements ausgesetzt waren.
Auf dem höchsten Stand war die Einwohnerzahl in den 1970er Jahren mit nahezu 14.000, ehe sie durch die in Finnland anhaltende Landflucht auf die heutige Zahl von rund 10.000 sank. Seit 1986 besitzt Kuhmo die Stadtrechte. 1992 wurde der Grenzübergang Vartius wiedereröffnet und somit wieder Personenverkehr nach Russland ermöglicht. Seit Ausbruch des Ukraine-Kriegs ist dieser Grenzverkehr allerdings praktisch zum Erliegen gekommen.

## Politik

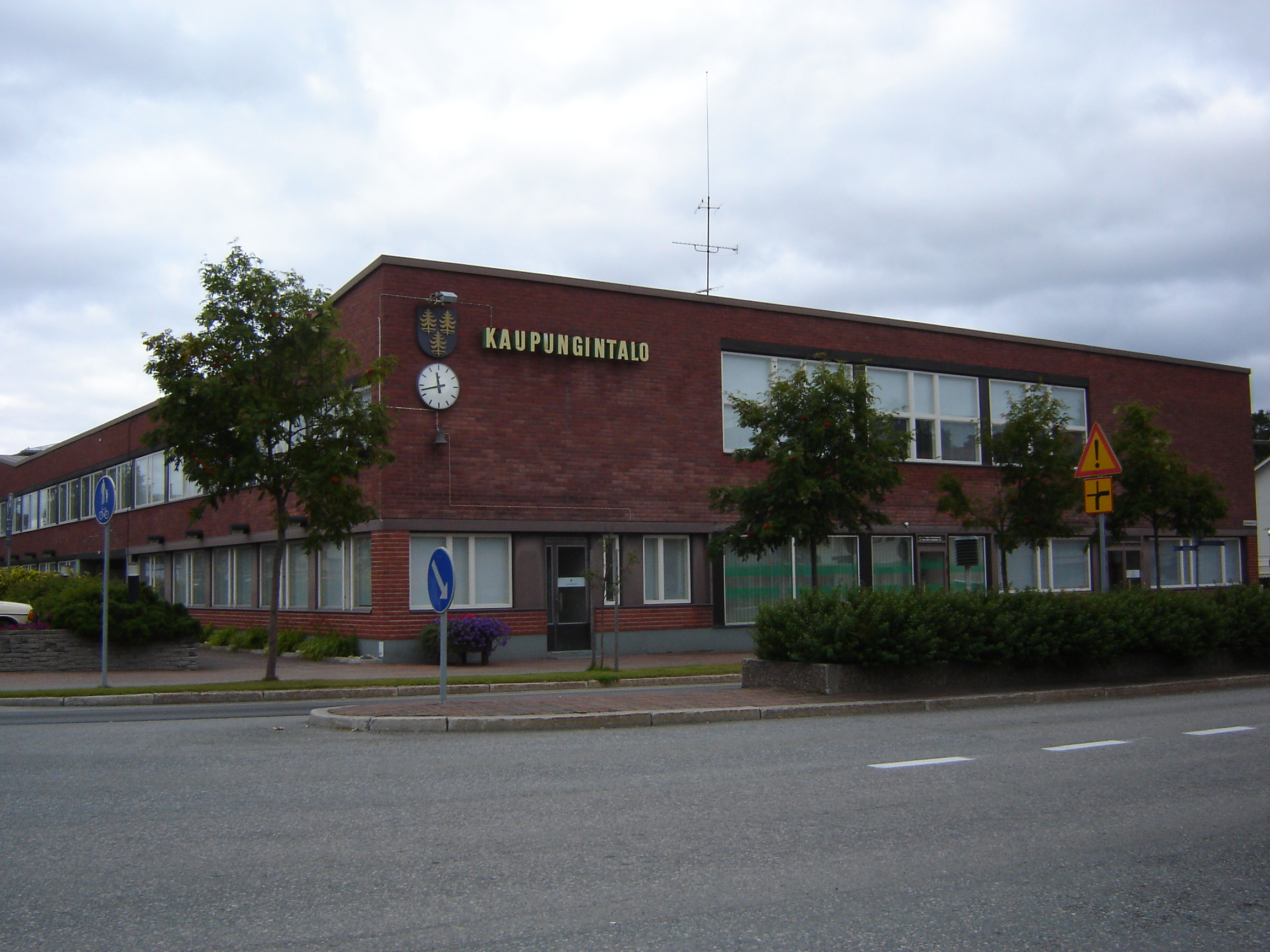
Das Stadthaus von Kuhmo

Die Finnische Zentrumspartei hat die bei weitem größte Anhängerschaft. Bei der Kommunalwahl 2008 erhielt sie etwas über die Hälfte der Stimmen, im Stadtrat verfügt sie mit 19 von 35 Sitzen über eine absolute Mehrheit. Zweitstärkste Fraktion sind die Sozialdemokraten mit sieben Abgeordneten, gefolgt von dem Linksbündnis und der konservativ-liberalen Nationalen Sammlungspartei mit jeweils drei Sitzen. Ebenfalls im Stadtrat vertreten sind die Christdemokraten, der Grüne Bund und die rechtspopulistischen Basisfinnen mit jeweils einem Abgeordneten.
| Partei                    | Wahlergebnis 2008 | Sitze |
| ------------------------- | ----------------- | ----- |
| Zentrumspartei            | 51,0 %            | 19    |
| Sozialdemokraten          | 19,3 %            | 7     |
| Linksbündnis              | 9,0 %             | 3     |
| Nationale Sammlungspartei | 8,1 %             | 3     |
| Christdemokraten          | 5,2 %             | 1     |
| Grüner Bund               | 4,2 %             | 1     |
| Basisfinnen               | 3,2 %             | 1     |

## Wappen
Das Stadtwappen von Kuhmo wurde von Olof Eriksson entworfen und zeigt in Schwarz drei goldene Tannen (2:1).

## Städtepartnerschaften
Kuhmo unterhält Städtepartnerschaften mit Robertsfors in Schweden (seit 1942), Šaľa in der Slowakei (seit 1977), Oroszlány in Ungarn (seit 1981) und mit der russischen Nachbarstadt Kostomukscha (seit 1986, wegen des russischen Überfalls auf die Ukraine ausgesetzt seit Frühjahr 2022).

## Wirtschaft
Nicht erst seit der schweren Wirtschaftskrise der 1990er Jahre leidet Kuhmo unter einer hohen Arbeitslosigkeit. Im Januar 2007 wies die Gemeinde mit 21,1 Prozent die fünfthöchste Arbeitslosenquote in ganz Finnland aus.
Der bei weitem wichtigste Erwerbszweig in Kuhmo ist nach wie vor die Forstwirtschaft. Auf die Folgeindustrien entfällt auch mehr als die Hälfte der Arbeitsplätze im sekundären Sektor; größter Arbeitgeber ist das Sägewerk des Unternehmens Kuhmo Oy. Ein weiterer bedeutender Industriezweig ist die Specksteinverarbeitung; der Konzern Tulikivi produziert an diesem Standort vor allem Holzöfen. Von einiger Bedeutung ist nach wie vor die Landwirtschaft, in der noch rund 300 Personen beschäftigt sind. Der Schwerpunkt liegt auf der Viehhaltung, insbesondere der Milchwirtschaft.
Von wachsender Bedeutung ist der Tourismus, insbesondere der Naturtourismus, sowie der Grenzverkehr mit Russland. Im Jahr 2007 wurden am Grenzübergang Vartius 410.000 Grenzüberschreitungen verzeichnet. Somit war er vor dem Ukraine-Krieg der fünftmeistfrequentierte Grenzübergang von Finnland nach Russland.

## Verkehr
Kuhmo liegt an der Via Karelia, die die gesamte ostfinnische Grenze zu Russland von Vaalimaa im Süden bis Nellim im Norden entlangführt.

## Kultur und Sehenswürdigkeiten

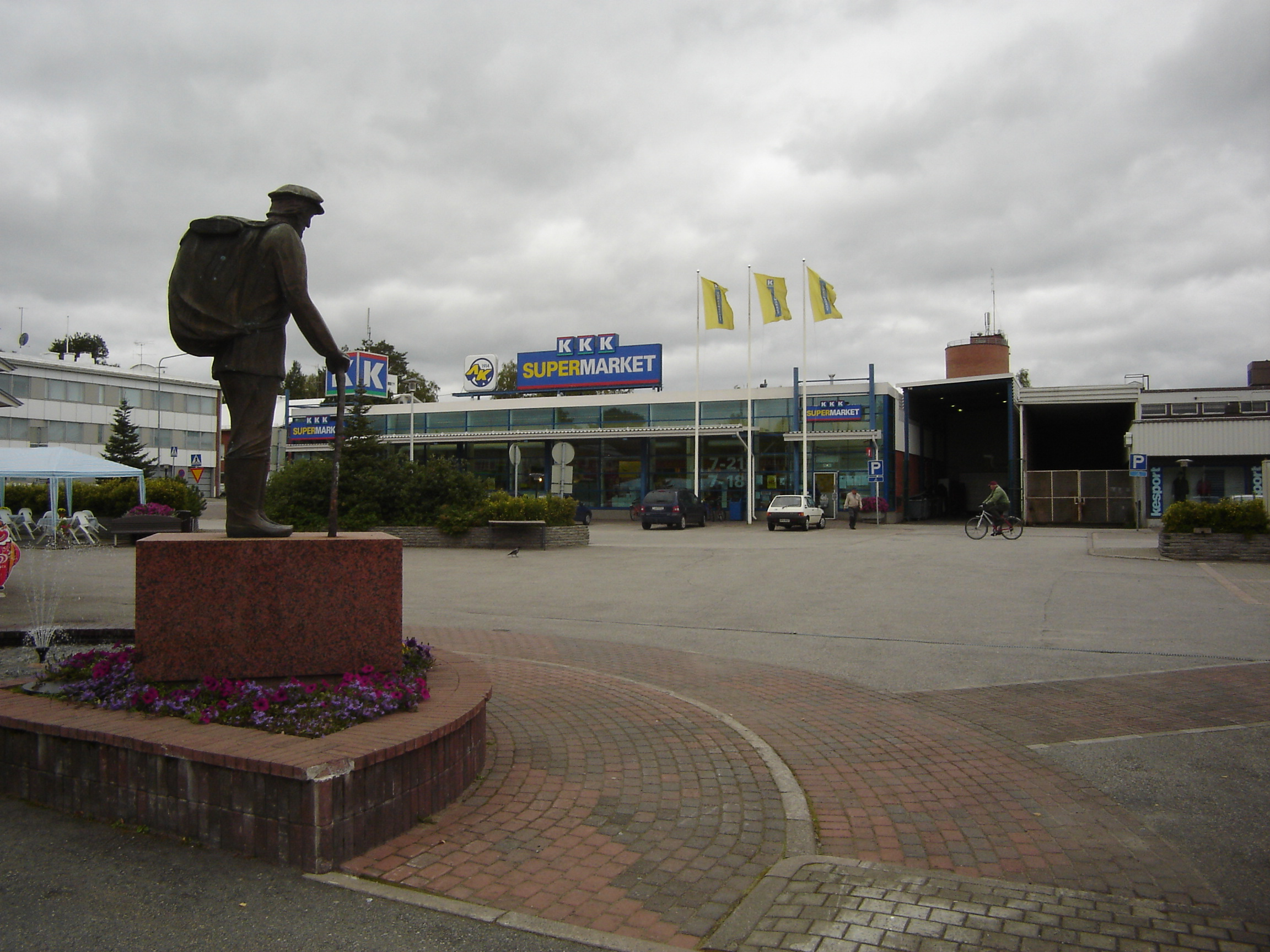
Das Zentrum von Kuhmo ist von modernen Zweckbauten geprägt.

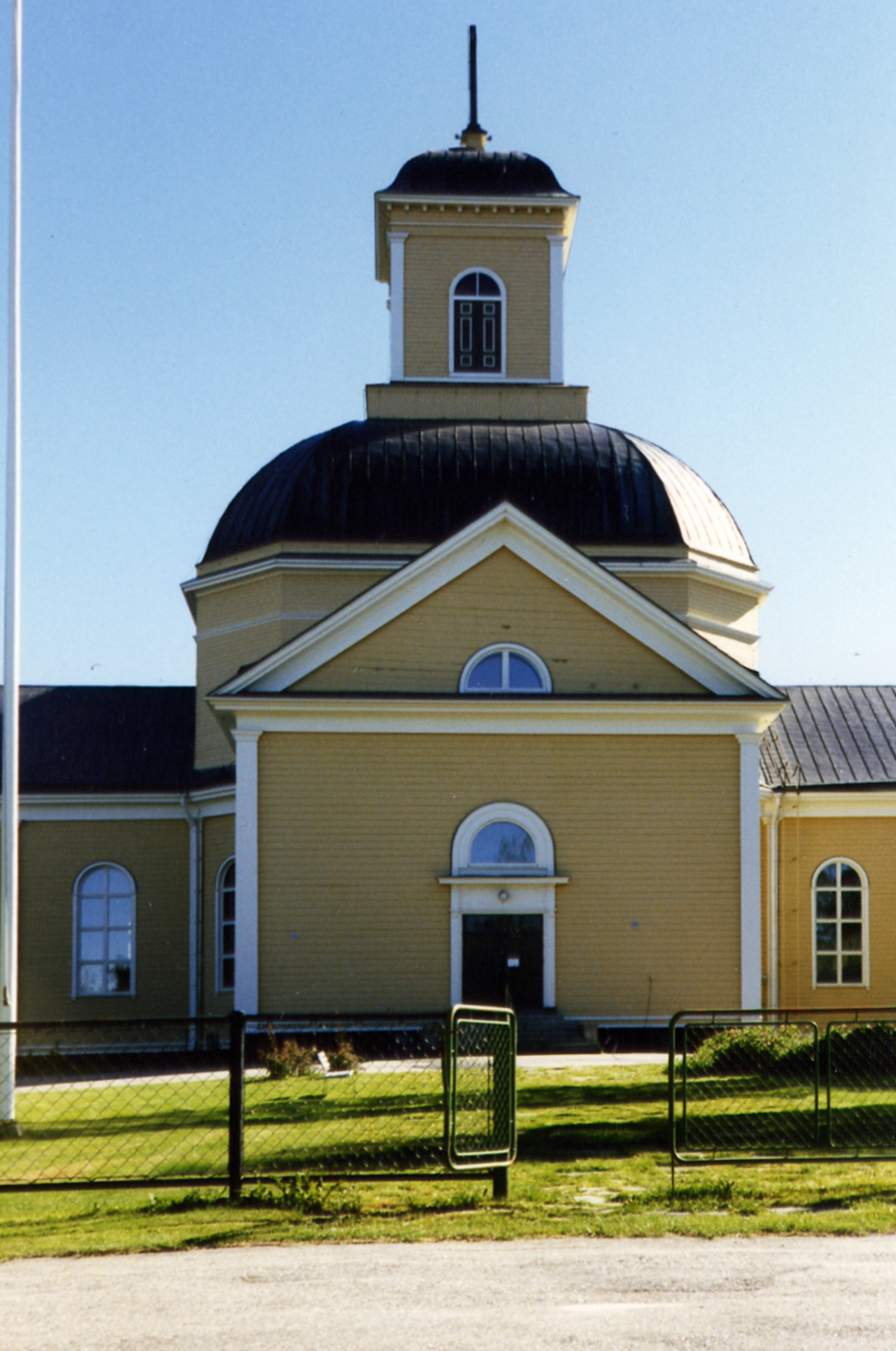
Die Kirche von Kuhmo

Jeden Sommer wird ein Kammermusikfestival veranstaltet, bei dem zahlreiche Kammermusiker von Weltrang aufspielen und das Tausende Besucher auch aus dem Ausland anzieht. Das Festival wurde 1970 vom Cellisten Seppo Kimanen gegründet; Intendant war von 2005 bis zu seinem Tod 2021 Vladimir Mendelssohn. Rund um das Festival gruppieren sich weitere Musikinstitutionen und Musikveranstaltungen wie das Kompetenzzentrum Virtuoso, das als international ausgerichtete Forschungs- und Lehrstätte zur Kammermusik ausgelegt ist. Hauptsächlich für die Bedürfnisse des Festivals wurde ab 1991 ein neues Konzerthaus, das „Kuhmohaus“ (Kuhmo-talo), erbaut und 1993 eröffnet. Geplant von Architekt Matti Heikkinen aus Oulu steht der moderne Bau außerhalb der Konzertsaison auch als Kino zur Verfügung.
In den Achtzigerjahren des 20. Jahrhunderts erbaute die Stadt Kuhmo in unmittelbarer Nähe der Innenstadt das „Kalevaladorf“. Das Dorf sollte als Nachbau alter finnischer Dörfer und Ort für verschiedene Ausstellungen die Tradition des finnischen Nationalepos Kalevala zum Leben erwecken. Ab 1996 wurde das Dorf als Alternative zum Santa Park am Polarkreis bei Rovaniemi angepriesen. Trotzdem konnte das Dorf nie kostendeckend arbeiten und wurde Ende 2006 an eine private Unternehmensgruppe verkauft. Diese will das Dorf Mitte 2008 unter dem neuen Namen Kalevala Spirit Erlebnispark mit neuer, touristischerer Orientierung wiedereröffnen. Ebenfalls mit der Kalevalatradition befasst sich das Kultur- und Informationszentrum Juminkeko, das sich außerdem den Kulturaustausch mit dem jenseits der Grenze liegenden Weißkarelien auf die Fahnen geschrieben hat. Das Zentrum wirkt in einem 1999 errichteten modernen Holzgebäude im Zentrum von Kuhmo.
Die Kirche von Kuhmo liegt am Ufer der Stromschnellen des Flusses Pajakkajoki und wurde 1816 als neoklassizistische Kreuzkirche an der Stelle seines 1804 abgebrannten Vorgängerbaus errichtet. In den Jahren 1859 und 1860 wurden die vier Kreuzenden nach Zeichnungen von John Oldenburg um klassische Satteldächer erweitert und 1862 zudem ein freistehender Uhrenturm errichtet. Das Gotteshaus stellt seitdem einen Vertreter des schlichten Empirestils dar. Die für die Verhältnisse der Region große Kirche bietet auf einer Fläche von 1295 m² Sitzplätze für 1250 Gläubige. Am anderen Ufer befindet sich die um 1900 errichtete Pfarrei.
In den Dörfern Kuhmos finden sich zahlreiche gut erhaltene Beispiele volkstümlicher finnischer Bautradition, die teils auch den starken Einfluss des benachbarten Weißkarelien erkennen lassen. Die zum Dorf Vartius an der russischen Grenze zählenden Siedlung Rimpi zählt traditionell zum karelischen Kulturkreis. Es wurde gegen 1850 von dem Karelier Eljas Ahtonen gegründet und wurde im weiteren Verlauf des Jahrhunderts von vielen nationalromantisch-karelianistisch beseelten finnischen Intellektuellen und Künstlern wie Louis Sparre, Samuli Paulaharju und Akseli Gallen-Kallela aufgesucht, die hier die finnische bzw. karelische Volkskultur in einer sehr ursprünglichen Form besichtigen konnten. Der betagte Ahtonen diente Gallen-Kallela als Modell für die Figur des Väinämöinen im berühmten Aino-Triptychon. Die im karelischen Stil erbauten Holzhäuser des Dorfes wurden jedoch im Winterkrieg bis auf eines zerstört.

## Persönlichkeiten
- Paula Lehtomäki (* 1972), Politikerin
- Paavo Puurunen (* 1973), finnischer Weltmeister im Biathlon
- Juho Mikkonen (* 1990), Skilangläufer
- Jenna Laukkanen (* 1995), Schwimmerin